# Тук, Ингрид
Ингрид Тук (также Инеке Тук и Игрид Янсен; нидерл. Ingrid Tuk, род. 1945) — нидерландская шахматистка.
Чемпионка Нидерландов 1968 г.
В составе сборной Нидерландов участница двух шахматных олимпиад (1969 и 1972 гг.; в 1969 г. играла на 1-й доске) и матча со сборной ФРГ (1969 г.).
Участница зонального турнира 1972 г.
В середине 1970-х гг. отошла от шахмат. Причиной ухода она назвала интриги среди сильнейших шахматисток страны и свое нежелание в них участвовать. Под именем Ингрид Янсен работала в одном из амстердамских стрип-клубов.
Вернулась в шахматы в конце 2000-х гг. Известно о том, что с 2008 г. она участвовала в соревнованиях шахматного клуба в Стенвейке, а в 2010 г. играла в чемпионате Фрисландии.

## Основные спортивные результаты
| Год  | Город    | Соревнование                                  | + | − | = | Результат | Место |
| ---- | -------- | --------------------------------------------- | - | - | - | --------- | ----- |
| 1968 |          | Чемпионат Нидерландов                         |   |   |   |           | 1     |
| 1969 | Крефельд | Матч ФРГ — Нидерланды (против У. Васнецки)    | 1 | 1 | 0 | 1 из 2    |       |
|      | Люблин   | IV Олимпиада (сборная Нидерландов, 1-я доска) | 3 | 5 | 4 | 5 из 12   |       |
| 1972 | Перник   | Зональный турнир                              |   |   |   |           |       |
|      | Скопье   | V Олимпиада (сборная Нидерландов, 2-я доска)  | 0 | 3 | 2 | 1 из 5    |       |